# Hendrik Bary

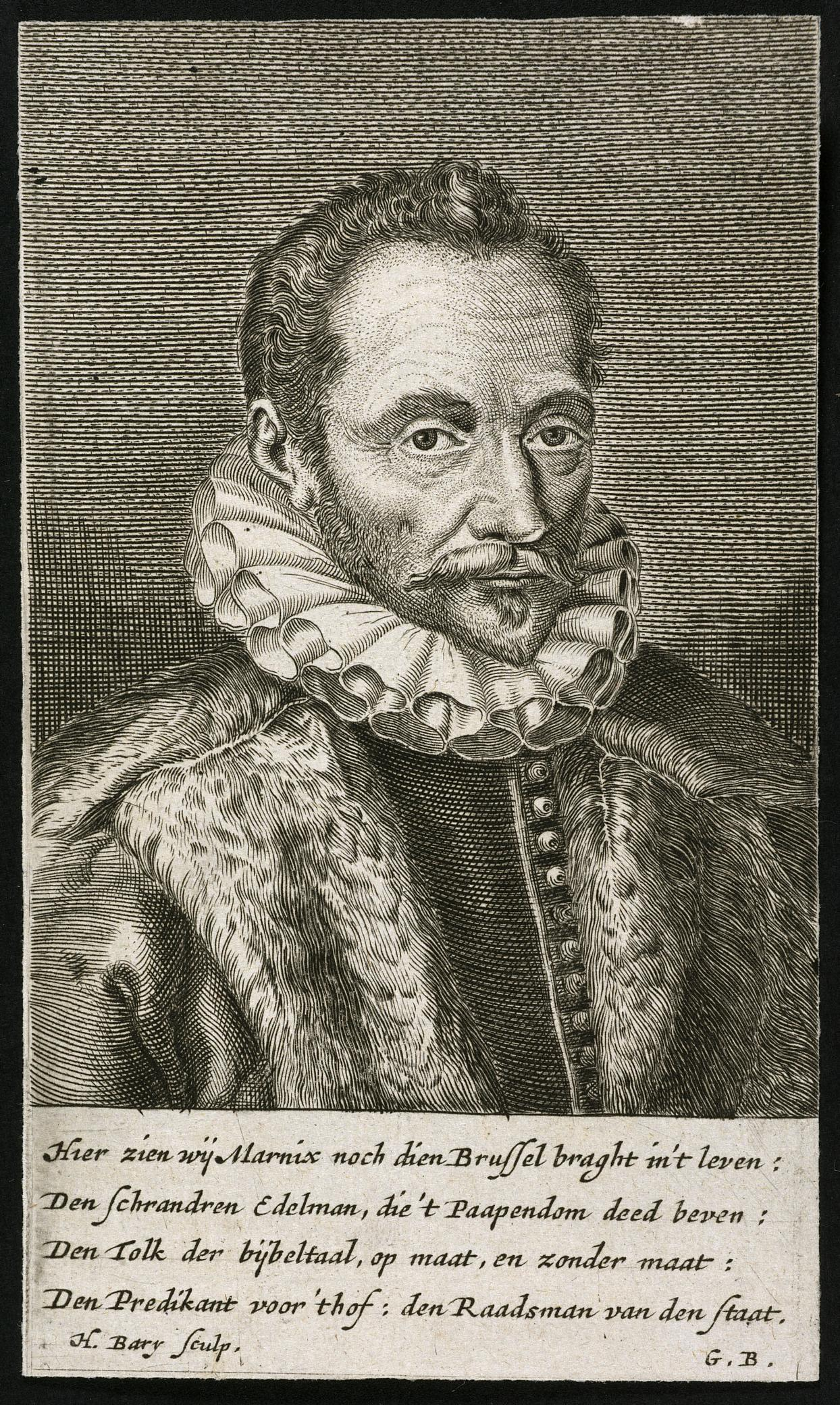
Gravure van Filips van Marnix van Sint-Aldegonde door Hendrik Bary

Hendrik Bary (Gouda, 1632 – aldaar, 16 februari 1707) was een Nederlands kunstschilder, graveur en tekenaar.

## Levensloop
Hendrik Bary, leerling van Reinier van Persijn, was in zijn tijd een bekend graveur. Hij maakte niet alleen portretten, maar ook tal van historische en genrevoorstellingen.
Bary vervaardigde onder meer gravures van Willem van Oranje, Michiel de Ruyter, Hugo de Groot, Desiderius Erasmus en Paus Adrianus VI. Van zijn hand zijn ook (spot)prenten bekend zoals "de schoorsteenveger", "de landloper", "De wijn is een spotter", het "gore besjen ... dat (haar) vuylicheyt op eerb're hoofden stort ...", "dienstmeisje met lantaarn" enzovoorts.
Behalve kunstenaar was Bary ook regent van het tuchthuis van Gouda.
Hendrik Bary was getrouwd met Margaretha Suijs, dochter van de Goudse burgemeester Govert Suijs; na haar overlijden op 23 oktober 1714 werd er een boedelinventaris opgemaakt met een akte van boedelscheiding. Hendrik Bary en Margaretha Suys werden begraven in de Sint-Janskerk te Gouda.

## Trivia
- In 1960 werd in Gouda de Hendrick Barystraat naar hem genoemd.